# بريدجيت بيت
بريدجيت بيت (بالإنجليزية: Bridget Pitt)‏ (1958، هراري في زيمبابوي)؛ روائية جنوب أفريقية.